# Nicola Beer
Nicola Beer, född 23 januari 1970 i Wiesbaden, dåvarande Västtyskland, är en tysk politiker (FDP).
Beer blev 2009 statssekreterare för europafrågor vid Hessisches Ministerium der Justiz, für Integration und Europa och är sedan den 31 maj 2012 kultusminister i förbundslandet Hessen.